# Thomas (apôtre)
Pour les articles homonymes, voir Saint Thomas.
Thomas (Tʾōmā en araméen) est un Juif de Galilée et un des douze apôtres de Jésus. Son nom figure dans les listes d'apôtres des trois évangiles synoptiques et du livre des Actes des Apôtres. L'évangile selon Jean lui donne une place particulière. Il doute de la résurrection de Jésus-Christ, ce qui fait de lui le symbole de l'incrédulité religieuse. Diverses traditions le présentent comme envoyé (apostolos) en Adiabène à Nisibe, puis dans le royaume indo-parthe du Taxila. Il aurait porté la « bonne nouvelle » jusqu'en Inde du Sud où il est considéré comme le fondateur de l'Église. Arrivé en Inde en 52, il y serait mort, martyr, aux environs des années 70, sur la colline qui s'appelle aujourd'hui mont Saint-Thomas, près de Mylapore. Son tombeau présumé se trouve dans la crypte de la basilique Saint-Thomas de Chennai. L'apôtre Thomas est présent dans la plupart des textes chrétiens antiques, et deux apocryphes lui sont attribués : l'évangile de Thomas et les Actes de Thomas.
Son nom, inconnu avant lui, signifie « jumeau » en araméen (תְּאוֹמָא,Tʾōmā), traduit en grec Didymos. C'est pourquoi il est appelé Thomas le Didyme dans l'évangile selon Jean, et Judas Thomas dans la tradition syriaque et les Pères de l'Église comme Eusèbe de Césarée. L’Évangile attribué à Thomas le désigne sous le nom de Didyme Jude Thomas. Thomas ne semble pas être un nom avant le IIe siècle, il est donc probable que le prénom Thomas vienne du personnage historique des débuts du christianisme.

## Éléments biographiques

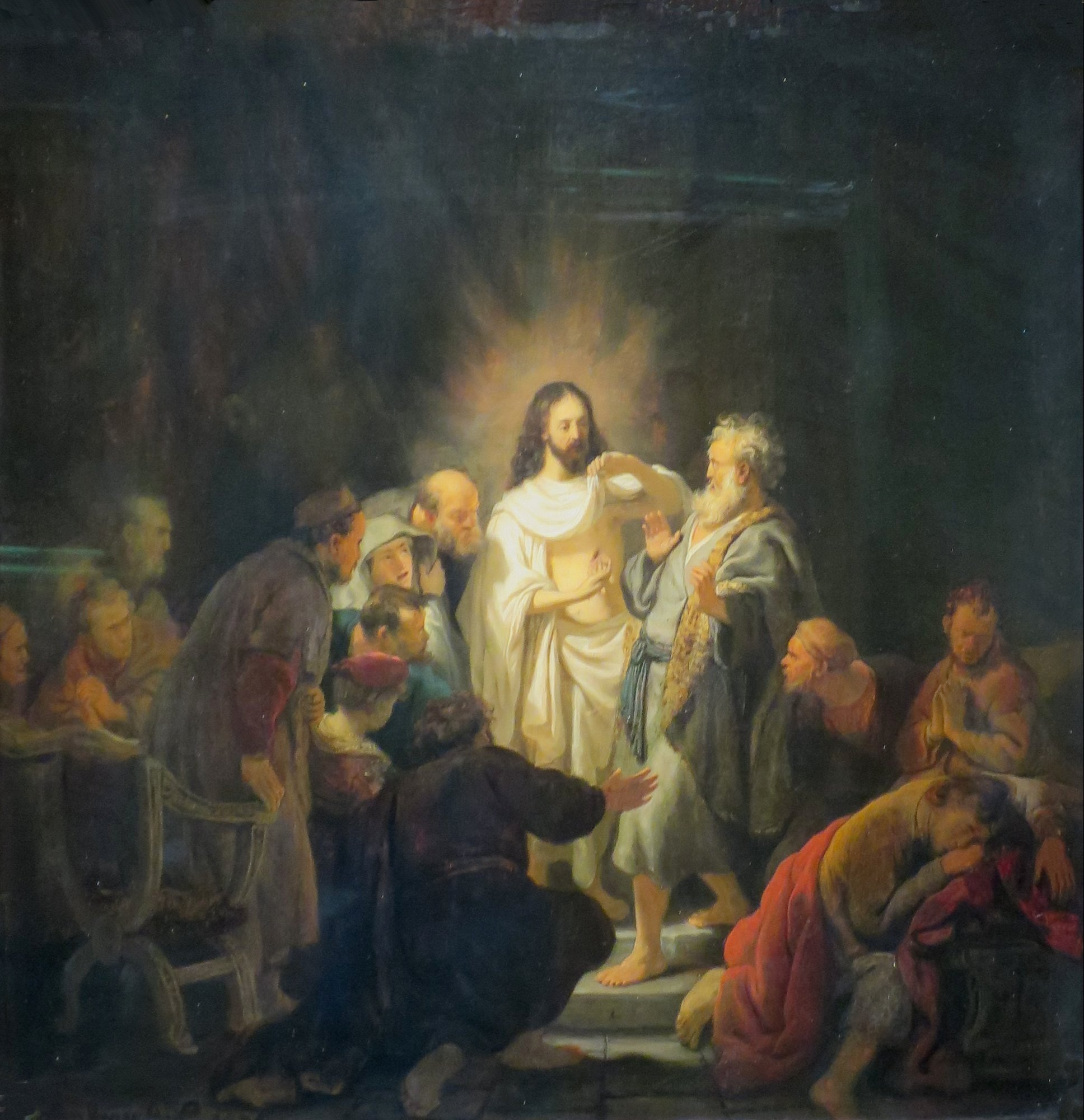
L'Incrédulité de saint Thomas, Rembrandt, 1634.

### Place dans les Évangiles

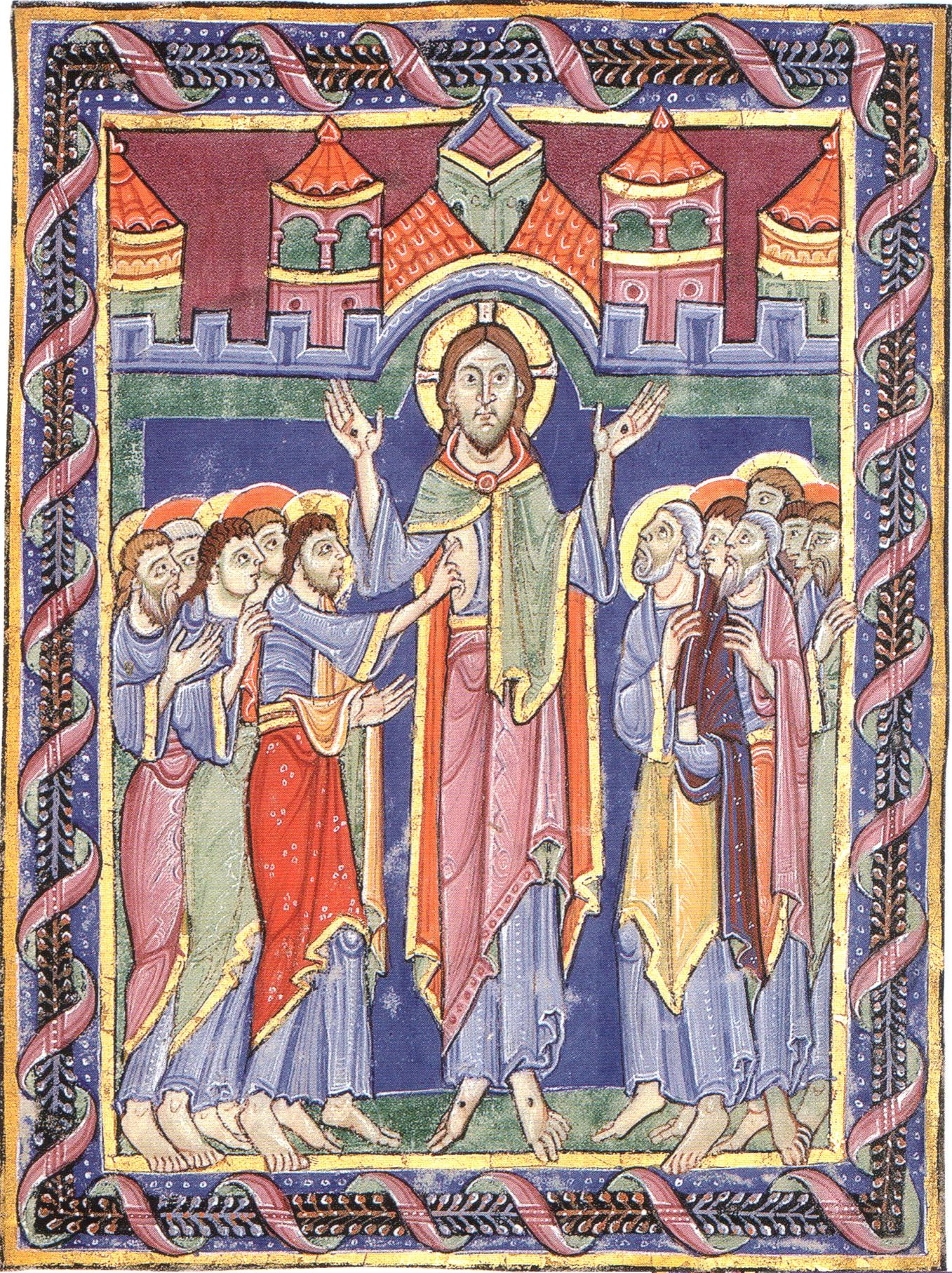
Thomas l'incrédule (miniature du XIIe siècle).

Dans les évangiles synoptiques, Thomas n'est pas autrement mentionné que dans les listes d'apôtres. En revanche, dans l'évangile de Jean, il lui est donné une certaine prééminence. Il se révèle d'abord fougueux et généreux lorsqu'il réagit aux paroles de Jésus qui annonce sa mort : « Allons, nous aussi, et nous mourrons avec lui (Jn 11:16). » Son esprit critique ressort du dialogue qui suit la Cène. À Jésus qui dit « Quant au lieu où je vais, vous en savez le chemin (Jn 14:4) », Thomas répond avec vivacité : « Seigneur, nous ne savons même pas où tu vas. Comment en connaîtrions-nous le chemin ? »
Son incrédulité lui donne une place unique dans le récit des apparitions de Jésus. Dans le même évangile, Thomas refuse de croire avant d’avoir vu les marques de la Crucifixion. « Thomas, appelé Didyme, l’un des douze, n’était pas avec eux lorsque Jésus vint. Les autres disciples lui dirent donc : « Nous avons vu le Seigneur. » Il leur répond : « Si je ne vois dans ses mains la marque des clous, et si je ne mets mon doigt dans la marque des clous, et si je ne mets ma main dans son côté, je ne croirai pas. » Huit jours après, les disciples de Jésus étaient de nouveau dans la maison et Thomas se trouvait avec eux. Jésus vint, les portes étant fermées, se présenta au milieu d’eux, et dit : « La paix soit avec vous ! » Puis il dit à Thomas : « Avance ici ton doigt, et regarde mes mains ; avance aussi ta main, et mets-la dans mon côté ; et ne sois pas incrédule, mais sois croyant. » Thomas lui répondit : « Mon Seigneur et mon Dieu ! » Jésus lui dit : « Parce que tu m’as vu, tu as cru. Heureux ceux qui n’ont pas vu, et qui ont cru ! » (Jn 20, 24-29). » Cette incrédulité lui vaut le surnom de « Thomas le sceptique ».
Lors de la troisième apparition de Jésus, au bord du lac de Tibériade, lors d'une pêche miraculeuse, il fait partie des disciples présents. « Aucun des disciples n’osait lui demander :
« Qui es-tu ? » Ils savaient que c’était le Seigneur » (Jn 21, 1:14).

### Traditions chrétiennes

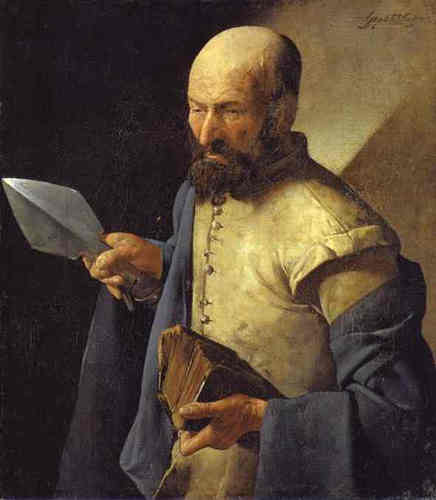
Saint Thomas par Georges de La Tour.

#### Thomas, Thaddée-Addaï et Édesse
Selon la Tradition locale dont il existe de nombreux textes antiques et même des inscriptions lithiques à Éphèse et dans la ville de Philippes en Macédoine, Abgar V, « roi d'Édesse aurait écrit à Jésus pour l'inviter à prêcher dans son royaume. » Celui-ci aurait répondu que, pour le moment, il ne pouvait pas s'y rendre, mais aurait promis d'envoyer un de ses disciples. Après la crucifixion de Jésus, Thomas aurait envoyé Addaï (appelé aussi Thaddée ou Judas thaddée par Jérôme de Stridon), un des disciples de Jésus, au roi Abgar. La tradition veut aussi que la communauté d'Édesse ait été fondée par ce disciple de l'apôtre Thomas, appelée Addaï, venu de Banyas en Judée, vers 37.
Addaï aurait guéri et converti le roi ainsi que nombre de ses sujets, il serait alors parti en direction de l'Adiabène, après avoir confié l'église d'Édesse à Addée. Ce dernier aurait été martyrisé sous Sanatruk Ier (roi d'Osroène de 91 à 109) et les rois d'Édesse seraient alors revenus au paganisme.
La plupart des spécialistes s'accordent pour rattacher l'évangile selon Thomas au « christianisme syriaque » qui proviendrait d'un « courant araméen indépendant » et qui « ne constitue en rien une réalité unifiée. » Bien que cela soit contesté, pour de nombreux chercheurs cet évangile date probablement de la période de rédaction des évangiles canoniques (70-115) et contient même des éléments pré-synoptiques. Les Odes de Salomon, les Actes de Thomas et l'ensemble des écrits regroupés sous le nom de « Légende » d'Abgar relèveraient du même milieu.
La ville où a été composé cet évangile pourrait être Édesse, capitale du petit royaume d'Osrhoène dont le roi Abgar V s'était converti au judaïsme et dont la tradition chrétienne ou nazôréenne indique que la forme de ce judaïsme était le christianisme. Les Abgar étaient des rois d'origine arabe, fortement hellénisé. Selon François Blanchetière, Édesse « a joué un rôle de plaque tournante dans l'expansion du nazôréisme vers l'Orient », c'est-à-dire l'espace parthe, l'Adiabène et le Sud de l'Arménie.
« En Syrie, la langue ne constituait pas une barrière culturelle » parce que les deux langues, syriaque et grec, « constituaient l'expression et le véhicule d'une même et unique civilisation hellénistique, une tradition remontant aux origines de l'Empire séleucide. »
Le christianisme de cette région était « indépendant du christianisme hellénistique » des Églises de Rome ou de la province romaine d'Asie, ainsi que de la prédication de Paul de Tarse. François Blanchetière lui préfère le nom de nazaréisme. Ce christianisme « concevait la foi comme une « Voie », une façon de vivre ; rien d'abstrait ou de dogmatique ». Selon la tradition chrétienne, les successeurs d'Abgar V seraient revenus au paganisme. Au IIe siècle, ce courant chrétien sera illustré par Tatien le Syrien, Bardesane d'Édesse, et deux siècles plus tard par Aphraat et Éphrem le Syrien.

#### Au Taxila
Selon le texte des Actes de Thomas, pendant syriaque (dialecte de l'araméen) des Actes des apôtres, absent du corpus du Nouveau Testament et déclaré apocryphe au VIe siècle, l’apôtre Thomas a d'abord quitté Antioche vers l'an 37 pour aller évangéliser Ninive en compagnie de Barthélémy ou bar Tolmaï (fils de Tolmaï). Il crée des églises dans le nord de l'espace perse, dominé à l'époque par les Parthes, l'Adiabène et par l'Arménie. Il fait ensuite de même dans le Gandhara (Taxila), où son roi Gondopharès Ier, accueille favorablement sa prédication, en dépit d'un conflit sur la façon de payer les ouvriers qui travaillent sous les ordres de Thomas à la construction d'un palais royal. Jusqu'en 1834, date à laquelle sont découvertes des pièces frappées à son nom à Calcutta le roi Gondopharès Ier n'était mentionné que dans le texte apocryphe chrétien appelé « Les Actes de Thomas ». L'existence de ce roi de Taxila était donc très fortement mise en doute, de même que les textes apocryphes chrétiens qui relatent l'évangélisation des régions au-delà de l'Euphrate au Ier siècle sont qualifiés de « Légendes » — comme la « Légende d'Abgar » pour dénommer l'ensemble de textes qui parlent de la première évangélisation de la région d'Édesse. Depuis cette découverte, d'autres éléments sont venus compléter nos connaissances et plus personne ne met en doute l'existence de ce roi. Thomas quitte le pays après la mort du roi (v. 48),,, peut-être à cause de l'invasion des Yue-Tche (Yuezhi) en 51. Les traditions des chrétiens de saint Thomas datent son arrivée à Cranganore au Kerala à la fin de l’an 52.

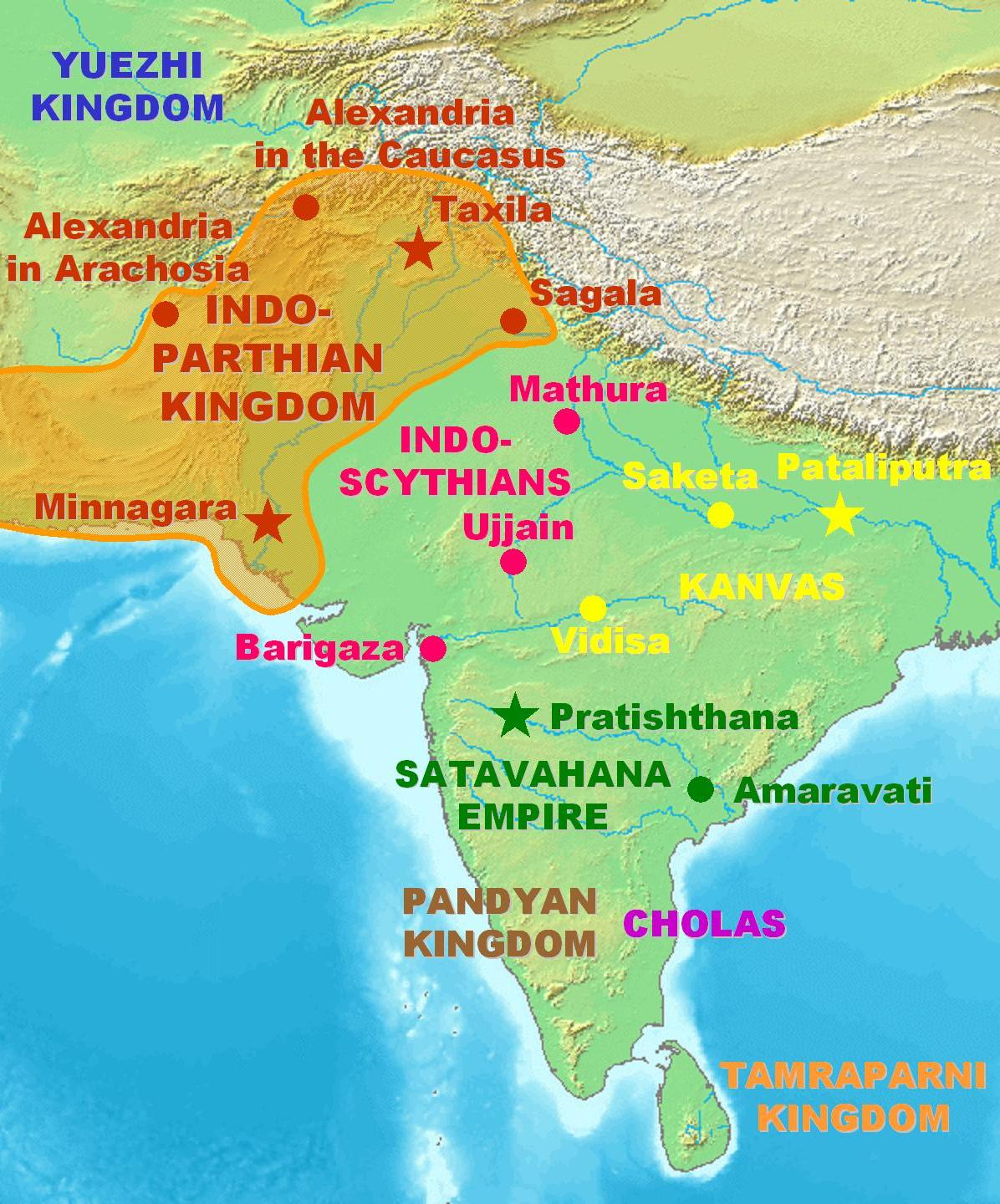
Carte du Royaume indo-parthe (en orange).

#### Au Kérala
Probablement après son retour à Jérusalem pour assister à l'Assomption de la mère de Jésus, Thomas repart pour un second voyage qui le mène dans le Sud de l'Inde par bateau. Il arrive à Cranganore au Kerala à la fin de l’an 52, où l'araméen était parlé et où vivait une communauté juive. Il tente de l'évangéliser, avec davantage de succès auprès des autochtones. Il baptise de nombreuses personnes de la haute caste et de la famille royale, qui forment alors le noyau de la première communauté chrétienne en Inde. De 52 à 63, il fonde au total sept Églises au Kérala ainsi qu'au Tamil Nadu et au Sri Lanka, alors appelé Taprobane.

#### Thomas et l'Assomption de la Vierge Marie

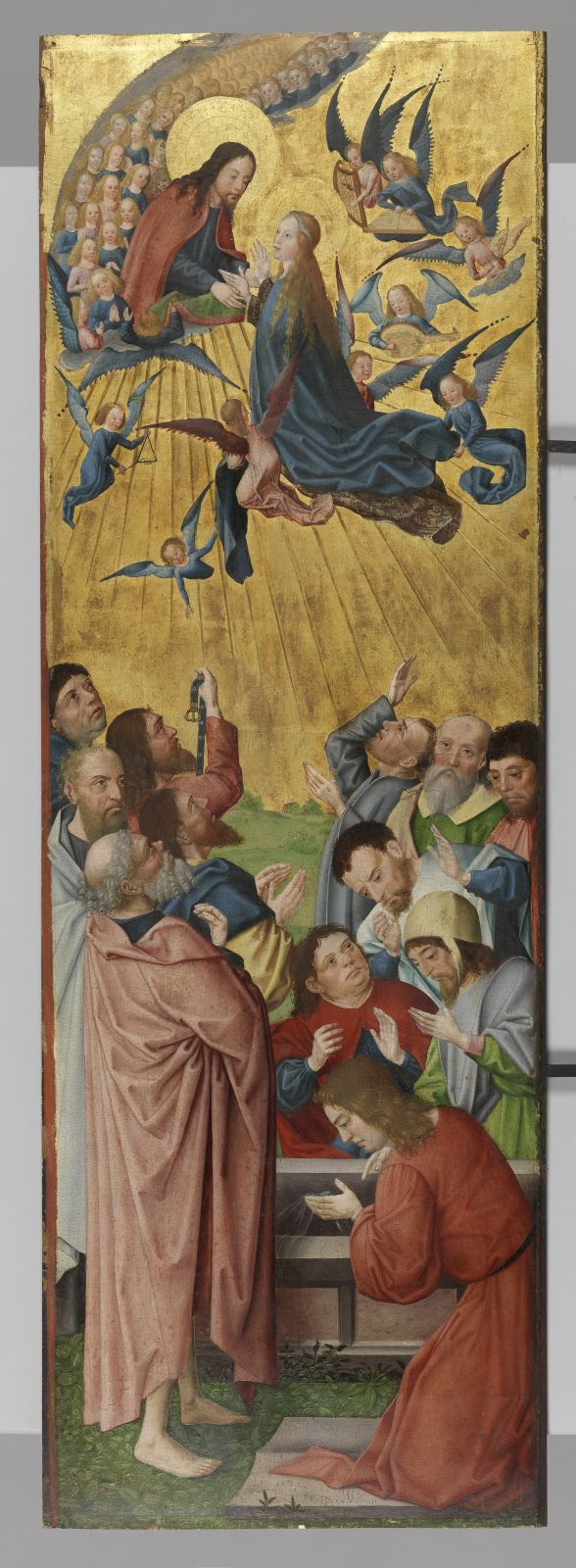
« Assomption », Retable des sept joies de Marie, Germanisches Nationalmuseum. Thomas, debout, tient la ceinture avec laquelle les apôtres ont ceint le corps de la Vierge.

Selon plusieurs traditions, l'apôtre Thomas est témoin, avec les autres apôtres rassemblés, des derniers instants de la Vierge Marie et de son Assomption. Une autre version, apparue dans le christianisme oriental au IXe siècle, qui prospéra particulièrement au XIVe siècle est attribuée à Joseph d'Arimathie, selon laquelle Thomas, absent de la Dormition de la Vierge à Jérusalem, est transporté miraculeusement au jardin de Gethsémani où il assiste à l'élévation du corps de Marie et reçoit du Ciel la ceinture avec laquelle les autres Apôtres avaient ceint le corps de la Vierge.
Les reliques de cette Sainte Ceinture, portées par diverses traditions, apparaissent en nombre en Occident au Moyen Âge. Suivant une version toscane de cette transmission, Thomas, avant de retourner à sa tâche apostolique en Inde, confie la ceinture à un prêtre hierosolymitain dont une des descendantes, fille d'un prêtre oriental, épouse un aventurier de Prato avec la relique pour dot. Ainsi, le culte de la ceinture miraculeuse se développe particulièrement dans cette ville.
Thomas est, selon la tradition, martyrisé dans les années 70, alors qu’il priait dans une grotte montagneuse près de Méliapour, au lieu-dit appelée aujourd'hui « mont Saint-Thomas », dans l'actuelle ville de Madras. Il aurait été tué d'un coup de lance dans le dos. La basilique Saint-Thomas (archidiocèse de Madras-Mylapore) fut construite là où, d'après une ancienne tradition, se trouverait le tombeau de saint Thomas.

## LaLégende doréeet les Actes de Thomas
Dans la Légende dorée de Jacques de Voragine, saint Thomas est envoyé par « le Seigneur » en Inde, alors qu'il se trouve dans la ville de Césarée. Comme dans les Actes de Thomas, c'est Abanus, un ministre du « roi des Indes » Gondofarus (Gondopharès) qui demande à Jésus de lui désigner un « habile architecte ». Thomas manifeste les mêmes réticences à partir en Inde que dans les Actes de Thomas. En revanche, la Légende dorée ne contient pas le midrash par inversion où Jésus vend Thomas au ministre de Gondopharès, comme s'il était son esclave. Arrivé « en Inde » avec Abanus, Thomas trace « le plan d'un palais magnifique » destiné au roi. Ce dernier remet à l'apôtre « de considérables trésors » et part ensuite « pour une autre province ». Durant les deux années que dure son absence, Thomas donne « aux pauvres le trésor tout entier », se livre « avec ardeur à la prédication » et convertit « un monde considérable ». À son retour, il explique au roi qu'il lui a construit un palais : au paradis ; et que le souverain n'en prendra possession que s'il se convertit. Ce dernier le fait jeter en prison avec Abanus et le condamne à être écorché et brûlé. L’apôtre est libéré après la résurrection de Gab frère du roi mort depuis quatre jours. Celui-ci révèle que pendant son voyage vers le paradis, il a pu voir le palais que Thomas avait construit au ciel pour le roi Gondopharès, dont désormais, il est indigne. Thomas est alors libéré, le roi lui demande pardon et se convertit. Saint Thomas part alors pour l’Inde supérieure, où il fait de nombreux miracles et convertit même des femmes de la famille royale. Le roi de la région essaye alors de le forcer à adorer une idole. Lui, continuant de vénérer le Christ, ordonne au démon présent dans l’idole de partir, qui se met à fondre comme de la cire. Le grand prêtre le transperce alors de son épée pour venger l’injure faite à son dieu.

## Évangile attribué à Thomas
En 1945 est découvert un Évangile de Jude didyme Thomas, dans une jarre de plus d'un mètre de haut, cachée soit dans un cimetière païen de Nag Hammadi (Égypte) soit dans une grotte,. Aux côtés du codex sur lequel figurait cet évangile, se trouvaient onze autres codex en papyrus datant du IVe siècle rassemblant cinquante-deux écrits que les hérésiologues chrétiens antiques qualifiaient de gnostiques. Comme les couvertures de certains des écrits étaient formés de papyrus documentaires dont certains étaient datés, il a été possible de déterminer précisément après quelle date ces manuscrits ont été cachés. Les textes retrouvés dans cette amphore figuraient sur la liste d'un décret de l'évêque Athanase d'Alexandrie qui ordonnait leur destruction. Les chercheurs estiment donc qu'ils ont été cachés à la fin du IVe siècle afin de les sauver de la destruction après ce décret d'Athanase, confirmé par la suite par le Code théodosien (Théodose Ier).
C'est un recueil de « paroles secrètes » de Jésus dont seuls étaient connus auparavant quelques logia grâce à des fragments en grec ancien datant du IIe siècle notamment ceux retrouvés dans des fouilles à Oxyrhynque. Ces fragments sont considérés comme issus du probable original grec de la version complète en copte, retrouvé à Nag Hammadi.
Le texte commence par : « Voici les paroles du secret, Jésus le Vivant les a dites, Didyme Jude Thomas les a transcrites. »
Le deuxième logion, réputé comme résumant la démarche gnostique et invitant à la recherche et au doute, se trouvait aussi dans l'Évangile des Hébreux (totalement perdu), d'après les citations qu'en donnent les Pères de l'Église comme Clément d'Alexandrie (IIe siècle).

## Reliques et culte

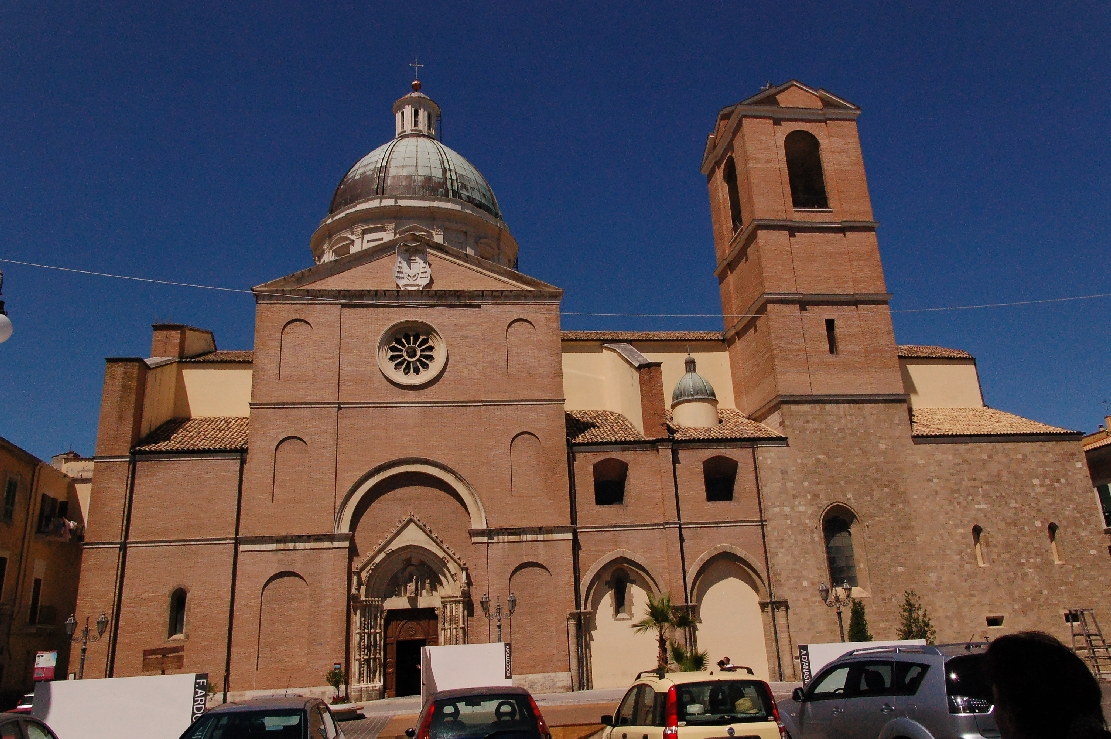
Basilique Saint-Thomas Apôtre à Ortona (Abruzzes), où ses reliques ont été translatées.

Liturgiquement, depuis 1969, il est célébré le 3 juillet par les Églises catholique romaine, et syrienne, spécialement en Inde où sa fête a une solennité toute particulière. Les Églises grecques le célèbrent le 6 octobre. Certaines Églises occidentales, comme des Églises anglicanes le fêtent toujours le 21 décembre. De nos jours indépendante et toujours catholique, l'Irlande aussi garde cette date pour la fête de saint Thomas.

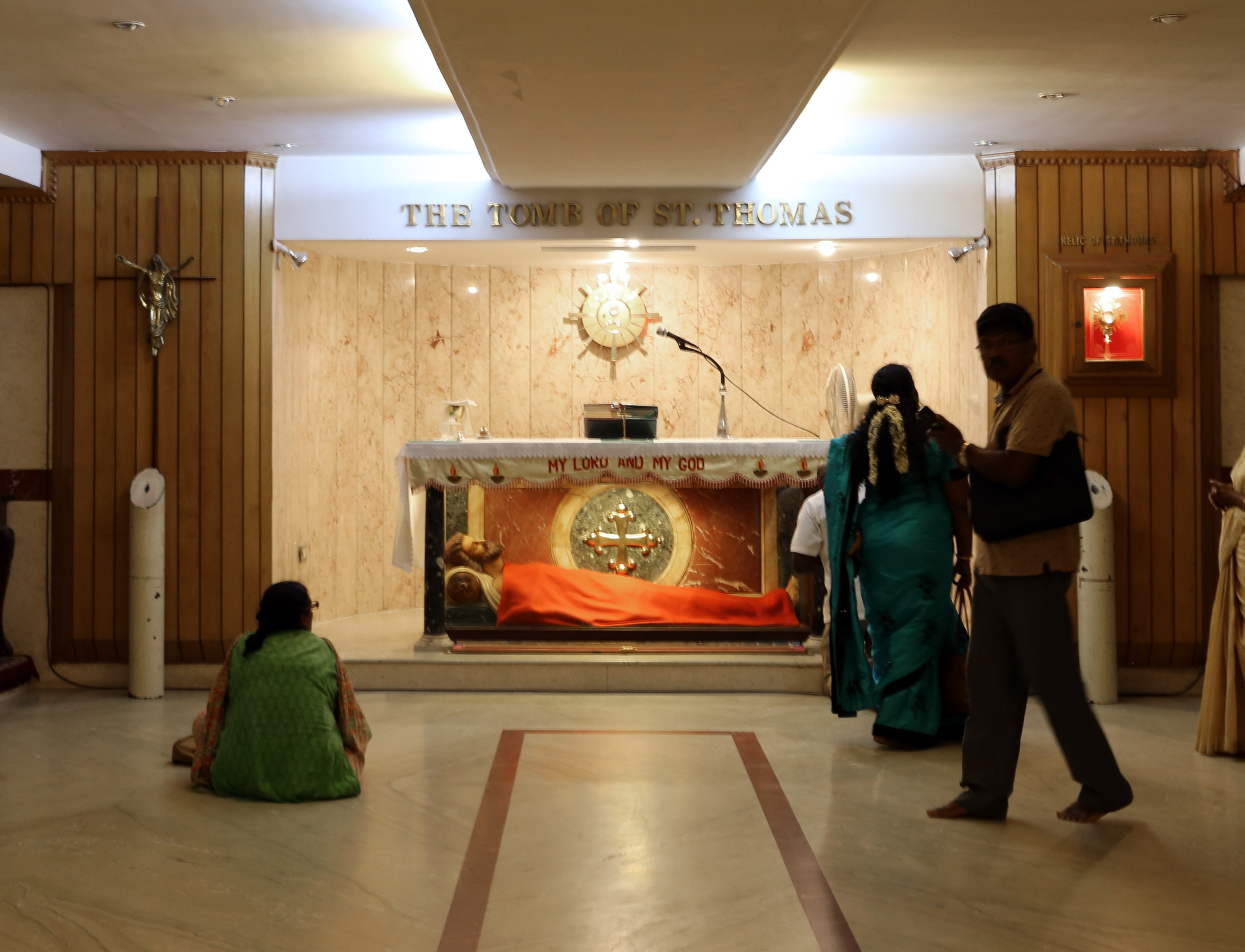
Tombeau du saint dans la crypte de la basilique Saint-Thomas de Chennai.

Lorsque la fête de saint Thomas a été insérée dans le calendrier romain au IXe siècle, elle a été affectée au 21 décembre, bien que le Martyrologe de saint Jérôme (IVe siècle) mentionnât l'apôtre le 3 juillet, date à laquelle la célébration romaine a été transférée, en 1969, afin qu'elle n’interfère plus avec les principaux jours fériés de l'Avent. C'est ce même jour que ses reliques avaient été translatées à partir d'un endroit le long de la côte de la plage de Marina à Madras (ou Chennai en Inde) à la ville d'Édesse.
Il est le patron des chrétiens qui persévèrent dans la foi tout en connaissant le doute.
Ses restes se trouveraient dans la crypte de la basilique Saint-Thomas à Chennai (Inde). Une partie de ses reliques aurait été translatée, en l’an 392, dans la cité d’Édesse en Osroène où le souvenir de Thomas est vivace et où ont probablement été composés l'évangile selon Thomas et les Actes de Thomas. Selon une tradition, ses restes seraient aujourd'hui conservés dans une église de Mossoul (anciennement Ninive). Selon une autre tradition, plus accréditée dans l'Église latine, les restes de saint Thomas se trouvent en Italie, à Ortona, où ils ont été conduits avec une pierre tombale de facture mésopotamienne en 1258, depuis l'île grecque de Chios, qui les avait reçus d'Édesse,.

## Représentation en peinture

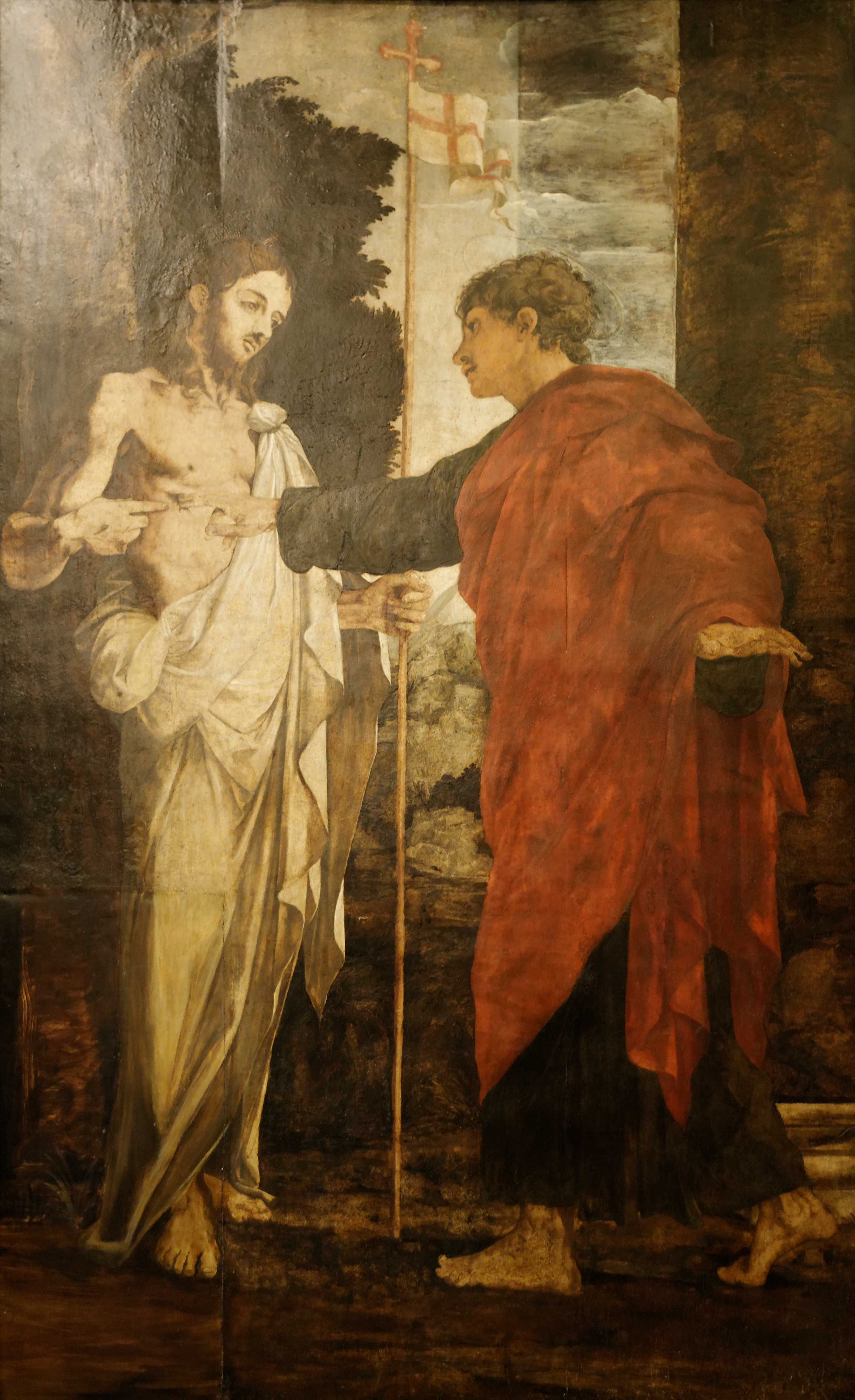
L'incrédulité de saint Thomas, Polydore de Caravage (1531-35).

L'iconographie traditionnelle représente le saint portant une épée (iconographie qui apparaît au XIIIe siècle) ou une lance (iconographie du XVe siècle), pour évoquer son martyre.
Il a également comme attribut une équerre symbolisant sa fonction d'architecte. Cette fonction d'architecte fait référence à la construction du palais du roi indo-parthe du Taxila Gondopharès, qui selon les Actes de Thomas a obtenu de Jésus qu'il lui envoie Thomas.
Son autre attribut caractéristique est la ceinture de la Vierge qui, selon un texte apocryphe des Ve et VIe siècles, aurait été reçue par le saint.
Plusieurs peintres ont représenté saint Thomas et de ce qu'on appelle son « incrédulité » lors de sa rencontre avec le Christ ressuscité. La version la plus connue et copiée est celle de Caravage (22 copies au XVIIe siècle). L'écrivain Glenn W. Most en fait une analyse philologique, textuelle et artistique : saint Thomas touche avec le doigt la plaie du côté du Christ. Or l'Évangile de saint Jean XX/27 dit « mets ton doigt dans le trou de ma main, mets ta main dans mon côté » ; et saint Thomas répond de suite « mon seigneur et mon Dieu », et il ne touche donc pas et croit en ayant simplement vu comme les autres disciples une semaine auparavant. C'est le reflet de la foi de ceux qui croiront sans toucher.

### Peintres du genre
Montrant Thomas touchant la plaie :

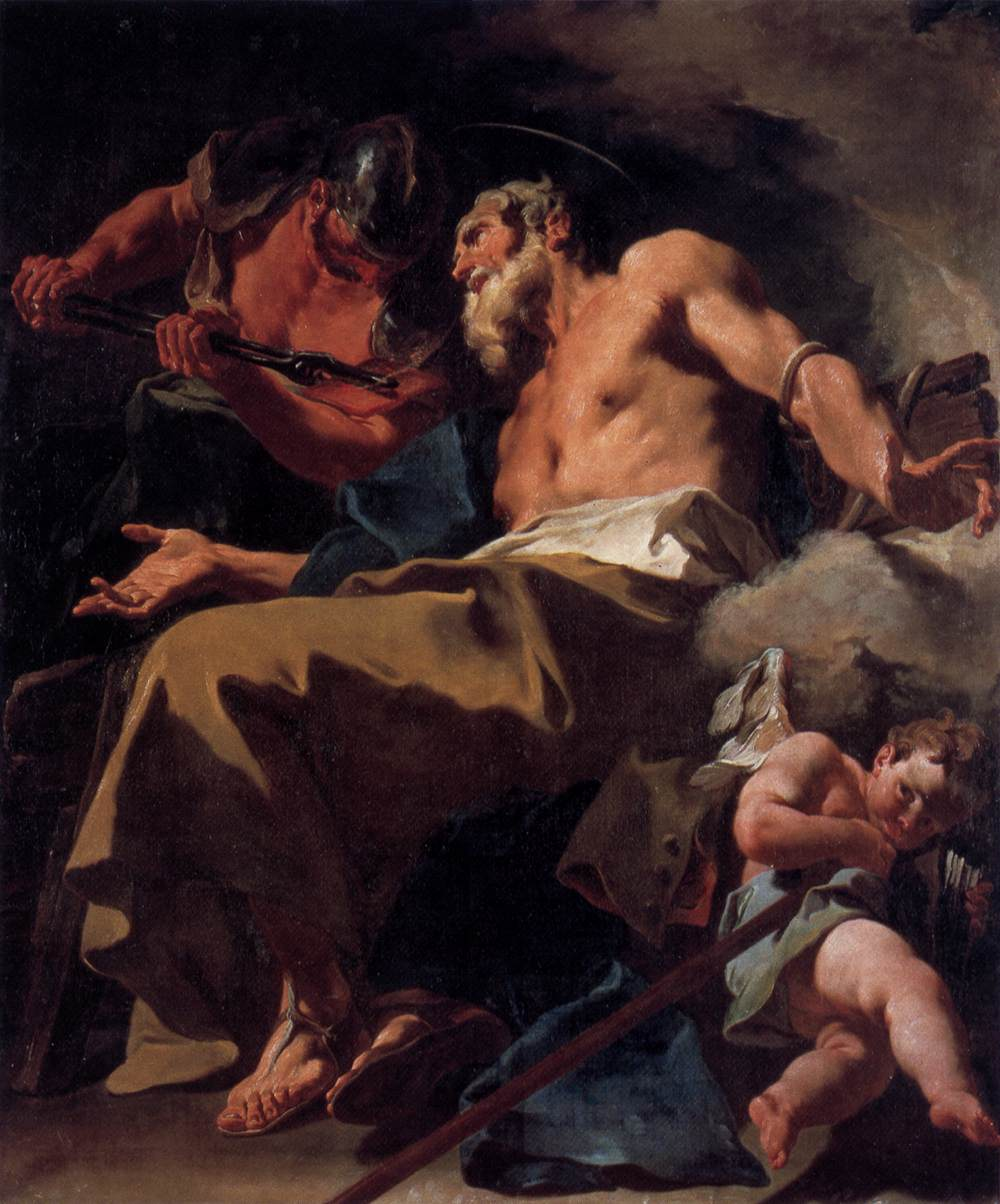
Le Martyre de Saint Thomas
Série des Douze apôtres
Giambattista Pittoni, 1722-1723
Église San Stae, Venise

- Jean Bondol (1372) enluminure de la Bible historiale de Jean de Vaudetar
- Cima da Conegliano (1502-1504) en deux versions
- Le Guerchin (1621)
- Le Caravage (1603) L'Incrédulité de saint Thomas
- Francesco Salviati (entre 1543 et 1547) L'Incrédulité de saint Thomas
- Hendrick ter Brugghen (1604)

Montrant Thomas tendant la main sans toucher la plaie
- Verrocchio (1476 ou 1483)
- Rubens (entre 1613 et 1615) L'Incrédulité de saint Thomas
- Rembrandt (1634)